# (2537) Gilmore
(2537) Gilmore ist ein Asteroid des Hauptgürtels, der am 4. September 1951 vom deutschen Astronomen Karl Wilhelm Reinmuth an der Landessternwarte Heidelberg-Königstuhl (IAU-Code 024) entdeckt wurde.
Der Asteroid gehört zur Eunomia-Familie, einer nach (15) Eunomia benannten Gruppe, zu der vermutlich fünf Prozent der Asteroiden des Hauptgürtels gehören.
(2537) Gilmore wurde nach dem neuseeländischen Astronomen Alan C. Gilmore, einem Mitarbeiter des von der University of Canterbury in Christchurch betriebenen Mt John University Observatory und Vorsitzenden der Kommission 6 der Internationalen Astronomischen Union, benannt.